# Neil Davidge

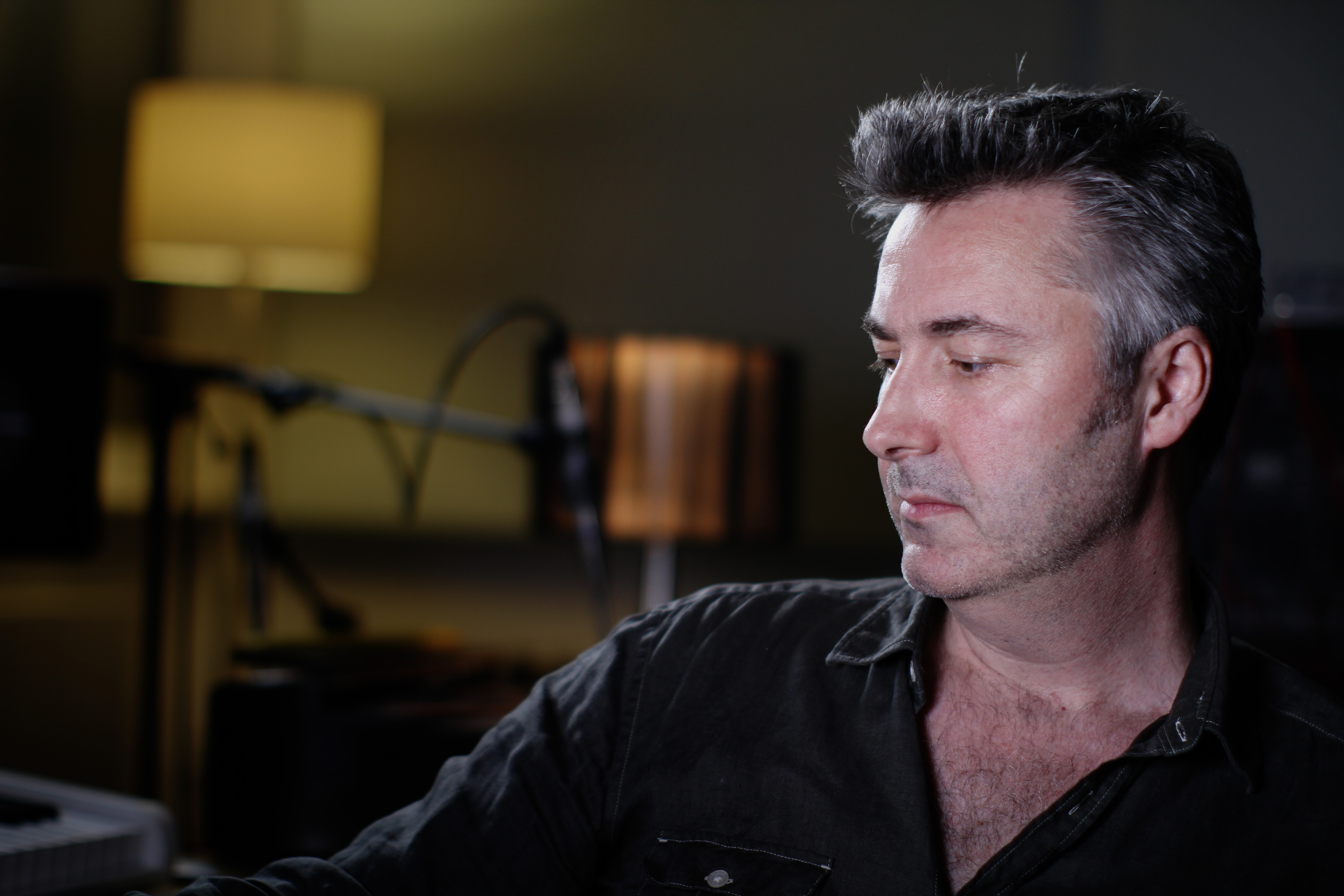
Neil Davidge

Neil Davidge (* 29. Juni 1962 in Bristol, England) ist ein britischer Komponist und Musikproduzent, der durch Arbeiten für Filme und Serien wie Push oder Hard Sun international bekannt wurde.

## Leben und Karriere
Davidge wurde 1962 in Bristol geboren. Seit Ende der 1980er Jahre arbeitete der Musiker zuerst als Musikproduzent für Gruppen wie die DNA später auch für die Band Massive Attack. Für seine Arbeit am erfolgreiche Album Mezzanine gewann die Gruppe Massive Attack 1998 einen Q Award für das Beste Album und war für den Mercury Award nominiert.
Seit 2004 ist Neil Davidge auch international als Komponist für Filmmusik tätig. Er schuf unter anderem die Musik für Kinofilme wie Bullet Boy, Louis Leterriers Actionfilm Unleashed – Entfesselt mit Jet Li in der Hauptrolle, des Weiteren 2007 für Stuart Townsends Battle in Seattle, 2009 dem Science-Fiction-Thriller Push von Regisseur Paul McGuigan mit Dakota Fanning und Chris Evans, sowie 2014 für die Filme Good People und Monsters: Dark Continent.
Darüber hinaus schrieb er in den 2010er Jahren die Musik zu Fernsehserien wie Spotless, New Blood, Britannia oder den Fernsehminiserien In the Dark oder 2018 Hard Sun.
Neben seiner Arbeit als Komponist für Film und Fernsehen komponierte Davidge auch die Musik zu verschiedenen Videospielen, und anderem dem populären Video Game Halo 4.

## Auszeichnungen
- 2009: David di Donatello Awards in der Kategorie Best Song für Gomorra zusammen mit Robert Del Naja und Euan Dickinson

## Filmografie (Auswahl)

### Filme
- 2004: Bullet Boy
- 2005: Unleashed – Entfesselt (Danny The Dog)
- 2007: Battle in Seattle
- 2007: In Prison My Whole Life (Dokumentarfilm)
- 2008: Trouble the Water (Dokumentarfilm)
- 2009: Push
- 2014: Good People
- 2014: Monsters: Dark Continent

### Fernsehen
- 2015: Spotless (Fernsehserie, 10 Episoden)
- 2016: New Blood (Fernsehserie, 7 Episoden)
- 2017: In the Dark (Fernsehminiserie, 4 Episoden)
- 2017–2021: Britannia (Fernsehserie, 27 Episoden)
- 2018: Hard Sun (Fernsehminiserie, 6 Episoden)
- 2019: Earth from Space (Fernsehdokumentarserie, 4 Episoden)
- 2019: 8 Days: To the Moon and Back (Fernsehdokumentarfilm)
- 2020: Sitting in Limbo (Fernsehfilm)
- 2020: All or Nothing: Tottenham Hotspur (Fernsehdokumentarserie, 9 Episoden)
- 2021: Earth Moods (Fernsehdokumentarserie, 5 Episoden)
- 2022: The Fear Index (Fernsehserie, 4 Episoden)
- 2022: Earth’s Great Rivers II (Fernsehminidokumentarserie, 3 Episoden)
- 2024: Criminal Record (Fernsehserie, 2 Episoden)